# 定义良好
在数学裡，术语定义良好（定义良好的 ，名词 ）用于确认用一组基本公理以数学或逻辑的方式定义的某个概念或对象（一个函数，性质，关系，等等）是完全无歧义的，满足它必需满足的那些性质。通常定义是无歧义地表述，明白地满足它们所需的性质。但有时候，使用任意选择的方式来陈述定义是合理的，这时我们便要验证定义与选择无关。另一种情形，所需的性质可能不都是显然的，这时要验证它们。这些问题通常来自函数的定义。
譬如，在群论中，术语“定义良好”经常用于处理陪集时，陪集空间上的函数经常选取一个代表来定义：这时非常重要的是验证无论选取陪集的哪个代表，就像算术运算一样（比如，{\displaystyle 2}加{\displaystyle 3}总是{\displaystyle 5}）我们总得到同样的结果。
{\displaystyle f(x_{1})=f(x_{2})}只要 {\displaystyle x_{1}\sim x_{2}}，则定义有意义，从而 {\displaystyle f} 在 {\displaystyle X/\sim } 上定义良好。函数在 {\displaystyle X/\sim } 上有不同定义域，应该视为不同的映射 {\displaystyle {\tilde {f}}}，尽管这种差别通常被忽略。以这种观点来看，我们说 {\displaystyle {\tilde {f}}} 是定义良好的如果图表交换，即 {\displaystyle f} 穿过 {\displaystyle \pi } ，使得{\displaystyle f={\tilde {f}}\circ \pi }，这里 {\displaystyle \pi } 是典范投影映射 {\displaystyle X\rightarrow X/\sim } 。
作为一个例子，考虑实数如下定义的等价关系：{\displaystyle \theta _{1}\sim \theta _{2}} 如果存在整数 {\displaystyle n} 使得{\displaystyle \theta _{1}-\theta _{2}=2\pi n}，这里 {\displaystyle \pi } 为圆周率。商集 {\displaystyle X/\sim } 可以和一个圆周等价，作为等价类 {\displaystyle [\theta ]} 表示一个角度（事实上这是 {\displaystyle \mathbb {R} } 的加法子群 {\displaystyle 2\pi \mathbb {Z} } 的陪集空间 {\displaystyle \mathbb {R} /2\pi \mathbb {Z} }）。现在如果 {\displaystyle f:\mathbb {R} \rightarrow \mathbb {R} } 是正弦函数，则 {\displaystyle {\tilde {f}}([\theta ])=\cos \theta } 是定义良好的；但是如果 {\displaystyle f(\theta )=\theta }  则 {\displaystyle {\tilde {f}}([\theta ])=\theta } 不是定义良好的。
“定义良好”的另外两个问题发生在定义从一个集合 {\displaystyle X} 到集合 {\displaystyle Y} 的函数时。首先，{\displaystyle f} 需定义在 {\displaystyle X} 的所有元素上。譬如，函数 {\displaystyle f(x)={\frac {1}{x}}} 不是从实数到自身定义良好的函数，因为 {\displaystyle f(0)} 没有定义。第二，对任何 {\displaystyle x\in X} 需有 {\displaystyle f(x)} 是 {\displaystyle Y} 中的元素。譬如，函数 {\displaystyle f(x)=x^{2}} 不是从实数到正实数定义良好的函数，因为 {\displaystyle f(0)} 不是正数。
一个集合是定义良好的，任何给定的对象要么是、要么不是这个集合的对象。